# Destroy All Humans!
Destroy All Humans! é uma franquia de jogo eletrônicos de ação e aventura e mundo aberto que é projetada como uma paródia dos filmes de invasão alienígena da era da Guerra Fria. Destroy All Humans! está disponível para PlayStation 2 e Xbox, Destroy All Humans! 2 está disponível para PlayStation 2 e Xbox, Destroy All Humans! Big Willy Unleashed está disponível para Wii, e Destroy All Humans! Path of the Furon está disponível para Xbox 360 e PlayStation 3 (na Austrália e na Europa). Destroy All Humans! e Destroy All Humans! 2 foram portados para o PlayStation 4 em 17 de outubro de 2016 e 28 de novembro de 2016 ambos sendo upscaled para 1080p. Em 23 de abril de 2018 Destroy All Humans! foi adicionado ao programa de retrocompatibilidade do Xbox. Destroy All Humans foi portado para o Google Stadia. Um remake do jogo original foi desenvolvido pela Black Forest Games e foi lançado em 2020. Um remake do segundo jogo foi lançado em 30 de agosto de 2022 com um título Destroy All Humans! 2 - Reprobed.
Os dois principais protagonistas da série são dublados por J. Grant Albrecht e Richard Steven Horvitz, com exceção do jogo Big Willy Unleashed, no qual os atores Sean Donnellan e Darryl Kurylo interpretam os personagens. A trilha musical para a série é realizada pelo compositor Garry Schyman.

## Enredo
Os jogos acontecem principalmente na Terra, onde o Furon Cryptosporidium, também conhecido como Crypto, é encarregado por seus superiores de coletar DNA de Furon trancado dentro de troncos cerebrais humanos para salvar sua raça da clonagem até a extinção. Em Destroy All Humans!, os objetivos da Crypto também incluem investigar o que aconteceu com seu clone anterior. Destroy All Humans! 2 apresenta Crypto caçando por vingança, após a KGB tentar assassiná-lo e destruir com sucesso a nave-mãe e seu oficial de missão, Orthopox, além de exterminar o inimigo dos Furons da Guerra Marciana, o Blisk. Destroy All Humans! Big Willy Unleashed envolve Crypto protegendo a nova franquia de fast food da Pox usando um robô gigante disfarçado de mascote do restaurante, chamado "Big Willy".  Destroy All Humans! Path of the Furon está disponível no Xbox 360 (e PlayStation 3 apenas na Austrália e na Europa ), e envolve Crypto buscando esclarecimento para ajudá-lo a parar uma conspiração que ameaça o império Furon. Destroy All Humans!ocorre em 1959; Destroy All Humans! 2 ocorre em 1969; Destroy All Humans! Big Willy Unleashed ocorre em 1975; Destroy All Humans! Path of the Furon se passa em 1979.

## Jogos
| Jogo                                    | Metacritic                             |
| --------------------------------------- | -------------------------------------- |
| Destroy All Humans! (2005)              | (PS2) 74/100 (Xbox) 76/100             |
| Destroy All Humans! 2                   | (PS2) 74/100 (Xbox) 74/100             |
| Destroy All Humans! Big Willy Unleashed | (Wii) 53/100                           |
| Destroy All Humans! Path of the Furon   | (X360) 34/100                          |
| Destroy All Humans! (2020)              | (PC) 72/100 (PS4) 70/100 (XONE) 69/100 |
| Destroy All Humans! 2: Reprobed         | (PC) 72/100 (PS5) 70/100 (XSXS) 72/100 |

| 2005 | Destroy All Humans!                     |
| 2006 | Destroy All Humans! 2                   |
| 2007 |                                         |
| 2008 | Destroy All Humans! Big Willy Unleashed |
| 2008 | Destroy All Humans! Path of the Furon   |
| 2009 |                                         |
| 2010 |                                         |
| 2011 |                                         |
| 2012 |                                         |
| 2013 |                                         |
| 2014 |                                         |
| 2015 |                                         |
| 2016 |                                         |
| 2017 |                                         |
| 2018 |                                         |
| 2019 |                                         |
| 2020 | Destroy All Humans! (2020)              |
| 2021 |                                         |
| 2022 | Destroy All Humans! Clone Carnage       |
| 2022 | Destroy All Humans! 2: Reprobed         |

### Destroy All Humans!(2005)
Durante o ano de 1959, Cryptosporidium 137 chegou à Terra pela primeira vez para investigar o planeta e procurar seu clone predecessor, Cryptosporidium 136, que desapareceu em 1947 depois que Orthopox 13 o enviou à Terra em uma missão semelhante. Pox envia Crypto em uma missão para coletar troncos cerebrais humanos (que contêm uma pequena quantidade de DNA puro de Furon devido a um encontro entre guerreiros Furon e humanos nos tempos antigos) para evitar que sua espécie seja extinta. Para cumprir sua missão, ele deve derrotar Majestic, uma organização governamental sombria liderada por uma figura vestida de preto chamada Silhouette. Depois de fazer isso, Crypto assume os Estados Unidos, posando como o presidente.

### Destroy All Humans! 2 (2006)
Dez anos se passaram desde que a Crypto derrotou o Majestic e substituiu o governo dos EUA. Orthropox 13 morreu depois que um míssil nuclear soviético destruiu a nave-mãe Furon. Pox baixou sua consciência em um projetor holográfico pessoal projetado para se comunicar entre Furons em naves-mãe e superfícies de planetas. A unidade de Pox, apelidada de HoloPox, permite que ele se comunique, aconselhe e aborreça Crypto na Terra. Crypto 137 morreu de causas desconhecidas, mas aparece em Big Willy Unleashed e Crypto 138, um clone com DNA de Furon puro colhido de cérebros humanos, tomou seu lugar como presidente. Crypto 138 é o primeiro Furon em milênios a possuir genitália, pois seu DNA puro não foi corrompido pela radiação. Quando a KGB destrói a nave-mãe e Pox, Crypto deve encontrar uma maneira de impedi-los de destruir o que ele trabalhou tanto para conseguir. Ao longo do caminho, ele é apoiado por Natalya Ivanova, uma agente desonesta da KGB a quem ele constantemente encontra. Ele também se depara com o Blisk, o temido inimigo que os Furons pensavam ter derrotado na Guerra Marciana.

### Destroy All Humans! Big Willy Unleashed (2008)
Big Willy Unleashed ocorre após Destroy All Humans! 2 . Crypto e Pox abrem um restaurante de fast food que serve carne humana de todas as pessoas que Crypto matou coletando mais DNA de Furon. Mais tarde, seu restaurante rival, Coronel Kluckin' (uma paródia do Coronel Sanders), descobre seu segredo, após isso Crypto deve proteger o restaurante com o mascote Big Willy.

### Destroy All Humans! Path of the Furon (2008)
Usando o dinheiro ganho com a franquia de fast food Big Willy que a Orthopox começou em Big Willy Unleashed, Pox e seu destrutivo guerreiro Furon, Crypto, abriram um cassino "familiar" que eles usam para obter uma renda financeira estável e DNA humano. Crypto perdeu sua motivação por causa da morte de Natalya (que era um clone com vida útil de quatro anos), e esqueceu o que significa destruir humanos. Ele bebe muito álcool, assiste muita televisão e acabou se tornando preguiçoso. Mais tarde, Crypto é atacado por misteriosos ciborgues chamados Nexosporidium Warriors, que chegam de seu próprio planeta, o que assusta tanto Crypto quanto seu comandante Pox. Logo Crypto se encontra cara a cara com uma conspiração de seu próprio mundo natal que, se não for interrompida, pode destruir toda a sua raça. No meio de todo o caos, Crypto ouve uma voz em sua cabeça, dizendo-lhe para ir para a cidade de Shen Long. Mais tarde, Crypto, enquanto em Sunnywood, é baleado no pescoço, desmaia e depois acorda em um mosteiro de Kung Fu, onde é recebido por um especialista em artes marciais Furon conhecido como The Master. O Mestre implora que ele se submeta à sua tutela e treine em mente e poder de fogo, para ajudá-lo a derrotar essas novas ameaças. Agora Crypto está prestes a seguir o caminho da iluminação, moldar seu próprio destino e descobrir quem está por trás dessa conspiração assustadora.

### Destroy All Humans!(2020)
O detentor da propriedade intelectual (IP) da franquia, THQ, faliu em 19 de dezembro de 2012 e seus muitos IPs foram posteriormente vendidos. Em 2013, a Nordic Games, agora conhecida como THQ Nordic, comprou os direitos de Destroy All Humans! entre outros IPs por US$ 4,9 milhões. No final de 2016, as versões PlayStation 2 de Destroy All Humans! e Destroyl All Humans! 2 foram lançados no PlayStation 4 como parte de uma seleção de jogos do PlayStation 2 emulados no PlayStation 4 e foram renderizados em 1080p com recursos adicionais que suportavam troféus e reprodução remota. Em 2018, a versão Xbox de Destroy All Humans! foi adicionado ao catálogo de retrocompatibilidade do Xbox One.
Em 2019, a THQ Nordic anunciou um remake de Destroy All Humans! através de um trailer de revelação mostrado na E3. O remake foi desenvolvido pela Black Forest Games e lançado em 28 de julho de 2020 para Microsoft Windows, PlayStation 4, Xbox One, em 8 de dezembro de 2020 para Stadia e em 29 de junho de 2021 para Nintendo Switch.

#### Destroy All Humans! Clone Carnage(2022)
Um spin-off multiplayer autônomo, intitulado Destroy All Humans! Clone Carnage foi lançado para Microsoft Windows via Steam e Epic Games Store, PlayStation 4 e Xbox One em 31 de maio de 2022.

### Destroy All Humans! 2: Reprobed(2022)
Em 2021, a THQ Nordic anunciou um remake de Destroy All Humans! 2 através de um trailer de revelação mostrado com o desenvolvimento sendo tratado pela Black Forest Games. Foi lançado em 30 de agosto de 2022 para Microsoft Windows, PlayStation 5 e Xbox Series X/S.